# 张作林
张作林（1971年10月—），湖南涟源人，湖南师范大学毕业，中华人民共和国政治人物。

## 生平
1971年10月，张作林出生在湖南省涟源县（今涟源市）。1989年，张作林考入湖南师范大学历史，1993年毕业后在长沙探矿机械厂出任厂办秘书。1996年2月，张作林出任中共长沙市北区区委组织部干部。
1997年4月，张作林转任中国共产主义青年团长沙市开福区委员会书记。1999年10月，张作林出任开福区北站路街道党工委书记。2002年12月转任开福区新港镇党委书记。2006年6月，张作林升任中共长沙市开福区委常委、办公室主任。2011年6月，张作林升任开福区纪委书记。
2013年12月，张作林转任中共浏阳市委常委、市政府常务副市长。
2016年6月，张作林转任中共长沙县委副书记、提名为县长候选人。7月出任代理县长。11月正式出任县长。
2021年7月，张作林转任中共长沙市望城区委书记。
2022年4月23日，张作林转任中共宁乡市委书记。